# Scapegoat
Scapegoat är en svensk dramafilm från 2024. Filmen regisseras av Marcus Ovnell och för manus svarar Jenny Lampa.
Filmen hade biopremiär i Sverige den 26 april 2024, utgiven av Njutafilms.

## Handling
Filmen kretsar kring Sam som arbetar som präst på en mindre ort. Han har en historik som kriminell.  När ett kriminellt gäng flyttar till byn och lockar till sig traktens ungdomar måste Sam välja. Ska han still se på och hoppas att allt löser sig? Eller ska han baserat på sina egna tidigare erfarenheter agera?

## Rollista (i urval)
- Marika Lagercrantz – Berit
- Tobias Hjelm – Sam
- Dejan Čukić – Andreas
- Linus James Nilsson – Erik
- Jenny Lampa – Mia
- Mikhail Fedorchenko – Charlie